# Усадьба в Рыбной

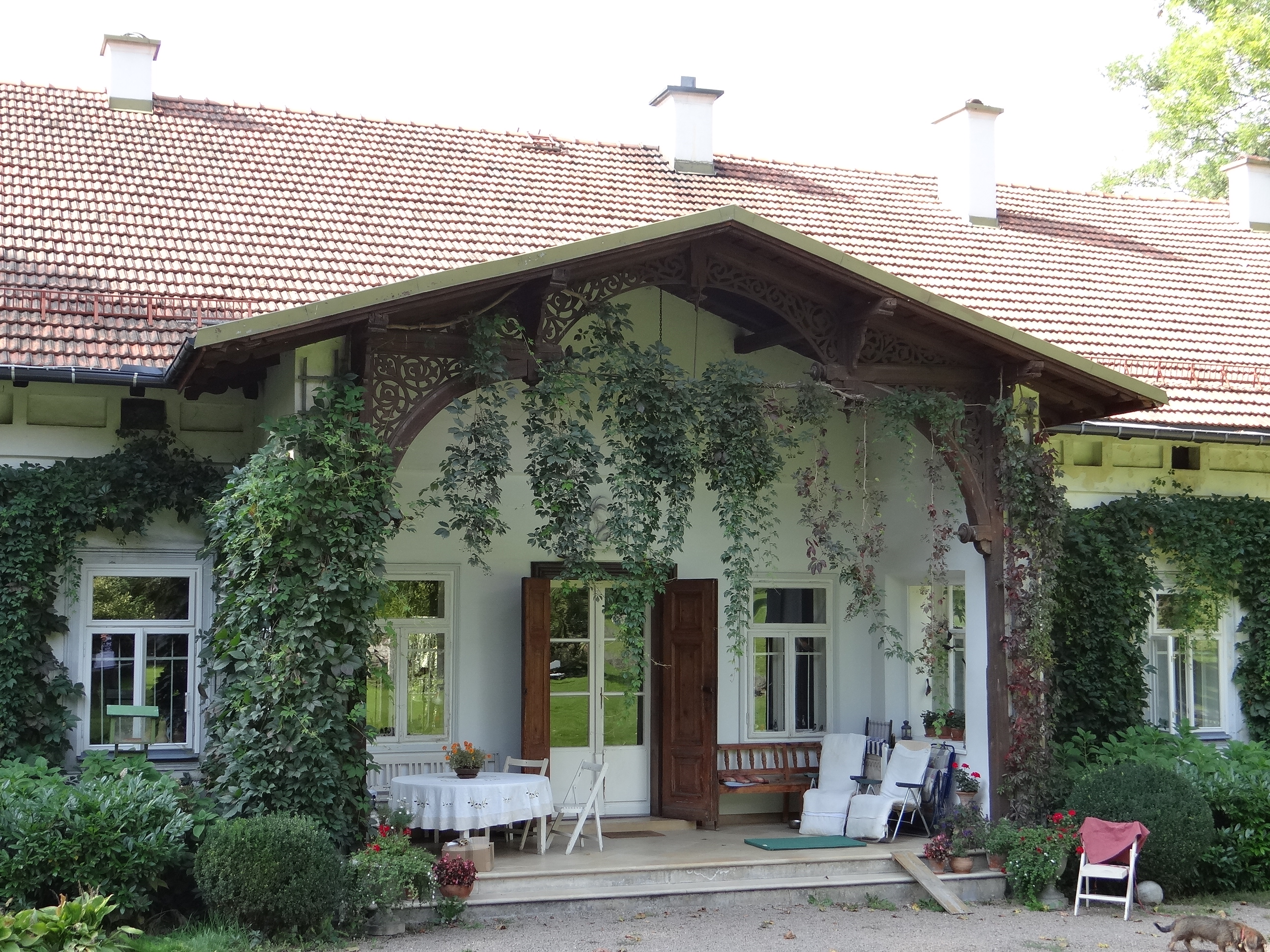

Усадьба в Рыбной (пол. Dwór w Rybnej) — архитектурный памятник в Польше, который находится в селе Рыбна сельской гмины Чернихув Краковского повята Малопольского воеводства. Усадебный комплекс, состоящий из парка, хозяйственных и здания, внесён в реестр охраняемых памятников Малопольского воеводства.
Усадьба была построена в 1880 году для семьи Ростворовских. В конце 80-х годов усадьба принадлежала Иоахиму Ростворовскому (1822—1894), а после его смерти усадьба досталась в наследство его жене Гелене Ростворовской из рода Мошиньских (1847—1907). В 1877 году в усадьбе родился их сын польский поэт и драматург Кароль Губерт Растворовский.
12 июня 1974 года усадебный комплекс был внесён в реестр охраняемых памятников Малопольского воеводства (№ А-422).
В настоящее время усадьба принадлежит семье Ростворовских.